# Проценко (дворянский род)
Проценки (пол. Procenko, укр. Проценки) — дворянский род, выходцы из казачества Гетманщины.
Потомство Дмитрия Проценка, войскового товарища, и его внука, священника Глуховского, Павла Андреевича Проценка (1787).

## Описание герба
В красном поле золотая чаша, из которой возникает смотрящая влево собака с пригнутыми передними лапами.
Щит увенчан дворянскими шлемом и короной. Нашлемник: семь павлиньих перьев, на которых изображены три серебряные балки или три бруска, — самый длинный из них представлен сверху, средний короче первого и нижний самый короткий. Намёт на щите красный, подложенный золотом.